# Doris Fitschen
Doris Fitschen, född 25 oktober 1968 i Zeven, Niedersachsen, död 15 mars 2025, var en tysk fotbollsspelare. Vid fotbollsturneringen under OS 2000 i Sydney deltog hon i det tyska lag som tog brons.